# Kirk Michael

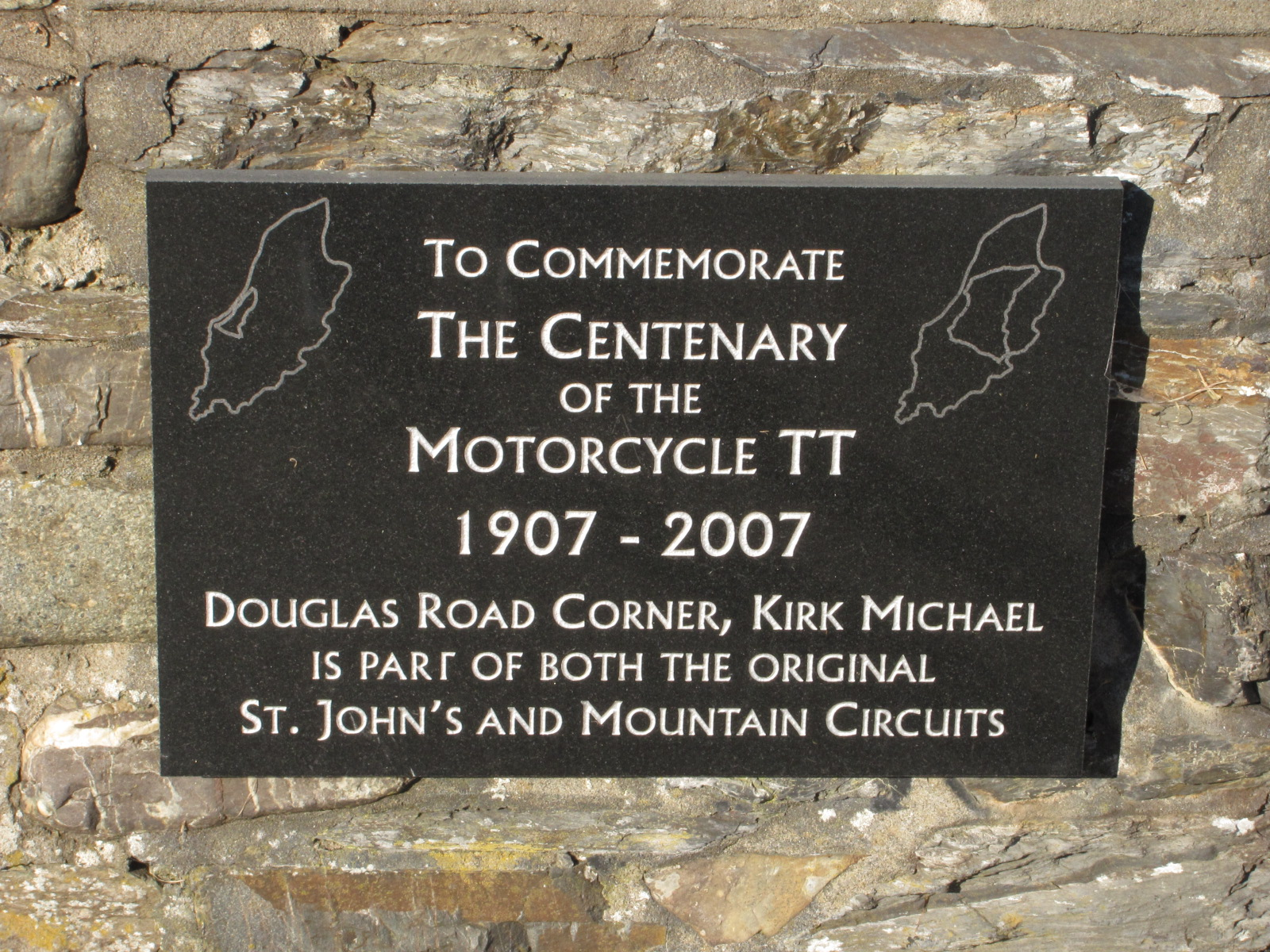
Plaquette in Kirk Michael die herinnert aan het 100-jarige bestaan van de Isle of Man TT. Kirk Michael lag langs de St John's Short Course, maar ook langs de Highroads Course, de Four Inch Course en de Snaefell Mountain Course

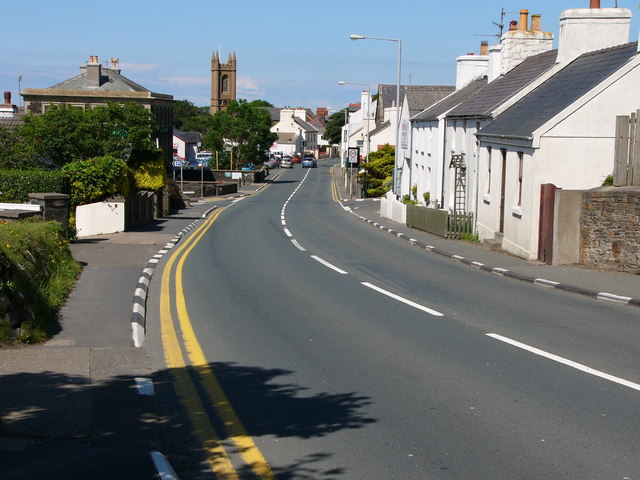
De A3 door Kirk Michael maakt deel uit van het circuit van de Manx Grand Prix en de Isle of Man TT

Kirk Michael is een dorp in het district Michael op het eiland Man. De naam is afgeleid van het Keltische “Kirk (kerk) of Michael”. De kerk van St. Michael bevat een groot aantal Vikingkruizen. Het dorp heeft een aantal winkels en een basisschool.

## Naamgeving
Het eiland Man is verdeeld in zes "Sheadings", een gebiedsnaam die alleen op het eiland wordt gebruikt. Eén daarvan is de Sheading Michael. Deze is weer verdeeld in civil parishes: Michael, Ballaugh en Jurby. De Sheading en de parochie heten Michael, het dorp zelf heet Kirk Michael, genoemd naar Sint Michaël.

## Isle of Man TT en Manx Grand Prix
Kirk Michael ligt langs de A3 Castletown - Ramsey en daardoor ook langs de Snaefell Mountain Course, het circuit dat gebruikt wordt voor de Isle of Man TT en de Manx Grand Prix. Het vormt een markant punt langs dit circuit. Kirk Michael maakte ook deel uit van de Highroads Course en de Four Inch Course, die gebruikt werden voor de Gordon Bennett Trial en de RAC Tourist Trophy van 1904 tot 1922. Het meest zuidelijke punt van Kirk Michael, Douglas Road Corner, hoorde ook bij de St John's Short Course, die voor motorraces werd gebruikt van 1907 tot 1910.
Enkele bekende deelnemers aan deze races kwamen uit Kirk Michael, zoals zijspancoureur Dave Molyneux en bakkenist Karl Ellison.

### Circuitverloop
De coureurs naderen Kirk Michael vanaf het zuiden langs de 13e mijlpaal. Die bestaat nog uit drie bochten, maar daarna volgt een kaarsrecht volgas gedeelte van 800 meter tot aan Douglas Road Corner.

### 14e mijlpaal en Douglas Road Corner (Glen Wyllin Corner)
Douglas Road Corner ligt aan de zuidkant van het dorp en voor de coureurs dus bij binnenkomst van Kirk Michael. Het is een vrij snelle rechter bocht. 300 meter vóór de bocht bevindt zich de 14e mijlpaal van het circuit. Aan de binnenkant van de bocht ligt de Kirk Michael Primary School en vlakbij ligt het oude, niet meer gebruikte gerechtsgebouw. In het verleden heette de bocht Glen Wyllin Corner. Glen Wyllin betekent vallei van de molens, naar een aantal watermolens die hier langs de Michael River stonden, zoals Mullen Harry (molen van Harry), Mullen Noa (nieuwe molen), Mullen Y Gaue of Borodall Miln (molen van de smid, inmiddels weggespoeld naar de Ierse zee), Mullen Y Kelly (Kelly's molen), Ballagawne Mill, Moaney Mollagh (een vlasmolen).
Toen de St John's Short Course nog in gebruik was, draaiden de coureurs bij Douglas Road Corner scherp naar links om de weg terug naar Peel te volgen. In de jaren vijftig was het met een Norton Manx een 130 km/h bocht, maar tegenwoordig liggen de snelheden nog hoger. Toch is voorzichtigheid geboden, want in de buitenbocht ligt een trottoir en meteen daarachter staan tuinmuren. Daarom proberen de coureurs binnen een ideale lijn van ca 2 meter te blijven, ruim verwijderd van het trottoir. Wie zich dan alsnog vergist wordt geconfronteerd met een tamelijk vuil rijbaangedeelte langs het trottoir.
Douglas Road Corner was in de jaren twintig een van de zeven punten waar een telefoon was, waardoor de organisatie enigszins op de hoogte kon blijven van de gebeurtenissen op het circuit. Tegenwoordig is het een wachtplaats voor de travelling marshals, die snelle motorfietsen hebben om meteen bij te springen als er een ongeluk gebeurt. Zij zorgen voor de organisatie en regelen eventueel een reddingshelikopter.

### The Mitre Hotel en Dave Saville Memorial Seat
Het Mitre Hotel dankt zijn naam aan het woord “mijter”. Deze naam is ontstaan in samenhang met het nabij gelegen Bishopscourt. Een begunstiger van het hotel was Fletcher Christian, de aanvoerder van de muiterij op de Bounty. De familie Christian was naar Man gevlucht voor haar schuldeisers, maar de familie stamde oorspronkelijk ook van het eiland. Het is het oudste etablissement met vergunning van het eiland Man. Het hotel is geen officiële marker van de TT-organisatie, maar wordt door marshals wel gebruikt om hun positie exact aan te geven. Sinds 2010 mogen toeschouwers niet meer in de buitenbocht van Douglas Road Corner staan, maar de speelplaats van de school biedt goede mogelijkheden voor het publiek en men kan ook achter het oude gerechtsgebouw langs naar het hotel om iets te eten of te drinken te halen. Ook coureurs die in de buurt met pech uitvallen gaan naar het Mitre Hotel en Glen English werd er vaste klant. Toen hij tijdens de Lightweight TT van 1995 uitviel was dat de vijfde keer in twee jaar op dezelfde plaats. De verhoogde tuin biedt ook een goede kijkmogelijkheid voor het publiek. Naast veel houten banken staat er een van beton: de Dave Saville Memorial Seat, daar geplaatst ter herinnering aan zijspancoureur Dave Saville. Saville raakte bij een ongeluk tijdens de Manx Grand Prix van 1993 verlamd en overleed in 2006.

### Kirk Michael Village
De passage door het dorp Kirk Michael gaat op hoge snelheid, maar dit is eigenlijk de eerste snelle rit door een dorp tijdens een raceronde. De weg loopt niet recht en wordt begrensd door zeer smalle trottoirs. De voordeuren van de huizen bevinden zich minder dan een meter van de weg. In de beginjaren was de weg smaller dan tegenwoordig. Bovendien was hij onverhard en voorzien van een flinke verkanting naar weerszijden om het water af te voeren. Daardoor moest men proberen in het midden te blijven. Over een afstand van 800 meter moeten de coureurs acht bochten maken, hoewel ze soms afgesneden kunnen worden omdat alleen de weg wat verspringt. Zelfs Joey Dunlop, die 26 keer een TT won, vond de rit door Kirk Michael "beangstigend". Alleen de eerste en de laatste bocht worden niet volgas genomen. John Surtees genoot van zijn ritten door het dorp, maar vond vooral de wind tussen de huizen door soms gevaarlijk, vooral in de tijd van de druppelstroomlijnen die vanaf 1958 verboden werden. Hij was over die van zijn MV Agusta ook niet tevreden. "De stroomlijnen van Moto Guzzi en Gilera waren goed, maar MV Agusta was een vliegtuigfabriek en paste vliegtuigtechniek toe. Dat was helemaal verkeerd".
Tegenwoordig is het niet meer toegestaan vanaf de trottoirs de races te volgen. Inwoners kunnen dat natuurlijk vanuit hun raam of eigen tuin doen, maar op straat is slechts een enkele marshal te zien. De tuin van "The Whitehouse" biedt echter goede mogelijkheden voor het publiek.

### The Whitehouse
Bij de uitgang van het dorp in noordelijke richting ligt het landgoed Whitehouse. Een lange laan vanaf de Main Road in Kirk Michael gaat naar een 18e-eeuws landhuis dat in het verleden door een aantal bekende personen werd bewoond: majoor Peter Heywood (zoon van voormalig gouverneur Robert Heywood en net als zijn eilandgenoot Fletcher Christian betrokken bij de muiterij op de Bounty), Mark Wilks, speaker van het House of Keys, als voormalig gouverneur van St. Helena verantwoordelijk voor zijn gevangene Napoleon Bonaparte, John Quilliam, held van de Slag bij Trafalgar en Joseph Mylchreest, die fortuin had gemaakt in de diamantmijnen van Zuid-Afrika. Het huidige huis dateert van 1730, maar voor die tijd stond er ook al een landhuis.

## Gebeurtenissen bij Kirk Michael
- 1934: Op 6 september verongelukte John Pritchard Williamson met een Rudge tijdens de training voor de Manx Grand Prix in Kirk Michael.
- 1948: Op 11 juni verongelukte Neil "Noel" Christmas met een Norton tijdens de Senior TT in Douglas Road Corner.
- 1968: Op 3 september verongelukte Roger Perrier met een Norton Manx tijdens de Junior race van de Manx Grand Prix in Kirk Michael.
- 1973: Op 5 september verongelukte Eric Piner met een 250 cc Yamaha tijdens de Lightweight race van de Manx Grand Prix in Kirk Michael.
- 1998: Op 9 juni kwam Jack Trustham om het leven tijdens de “Lap of Honour” met een Hillman Imp. Op 31 augustus verongelukte Chris East met een Matchless G50 tijdens de tweede Senior Classic race van de Manx Grand Prix in Kirk Michael.
- 1999: Tijdens de training van de Sidecar race van de Isle of Man TT op 31 mei verongelukte een 40-jarige onderwijzeres uit Lelystad, Bernadette Bosman, die bakkeniste was van de Duitser Helmut Lunemann. Ze viel in Kirk Michael uit het zijspan, maar Lunemann miste haar pas 8 kilometer verder, bij Sulby Bridge, toen hij door marshals werd tegengehouden. Opmerkelijk genoeg startte Lunemann met een vervangende bakkenist, Chris McGahan, gewoon in de Sidecar TT's.
- 2005: Op 30 mei verongelukte Joakim Karlsson met een 1000cc Suzuki tijdens de training voor de Isle of Man TT. Marshal April Bolster en coureur Gus Scott kwamen op 10 juni tijdens de Senior TT om het leven toen Bolster een gestrande coureur wilde helpen en daarom vanuit haar voordeur de weg overstak. Ze werd aangereden door Gus Scott. April overleed voor de ogen van haar dochter Susan, eveneens TT-marshal.

## Trivia
- Rex Adams viel tijdens het Manx Amateur Road Race Championship van 1926 bij Douglas Road Corner. Hoewel hij zijn voetsteun afbrak, wist hij de race toch te winnen, maar dat had vervelende gevolgen. Adams was bankier en motorraces was geen sport voor mensen "van stand". Daarom had hij zich onder het pseudoniem "A. Reserve" ingeschreven. Zijn overwinning resulteerde echter in artikelen mét foto's in lokale kranten en daardoor was zijn identiteit alsnog bekend.
- Een oudere dame in Kirk Michael was een groot fan van Giacomo Agostini, tot hij haar parkiet doodde. In een interview met Andy Kershaw voor het BBC-4 programma "From Our Own Correspondent" vertelde ze dat zijn uitlaat zo hard klonk toen hij door het dorp reed dat de parkiet een hartaanval kreeg en overleed. Toen de kunstenares Rachael Clegg in 2013 naaktfoto's maakte voor de "TT Calendar" beeldde ze dit gebeuren uit met een stola, een dameshoedje en een vogelkooi, op straat in Kirk Michael.

(Markante punten in cursief zijn onofficiële punten of worden alleen gebruikt binnen Marshal Sectors)
1e mijl:
TT Grandstand ·
Nobles Park ·
St Ninian's Crossroads ·
Bray Hill ·
Ago's Leap ·
Quarterbridge Road ·
1st Milestone ·
2e mijl:
Wal Handley Memorial Seat ·
Quarterbridge ·
Port-y-Chee Meadow ·
Braddan Bridge ·
Jubilee Oak ·
Braddan Bridge House ·
Braddan Depot ·
Snugborough (Cronk Dhoo) ·
2nd Milestone ·
3e mijl:
Union Mills (Mullen Dhoo, Mwyllin Dhoo Aah, Mullin Doway) ·
Railway Inn ·
Ballahutchin Hill (Elm Bank Hill) ·
3rd Milestone ·
4e mijl:
Ballafreer ·
Glenlough ·
Ballagarey Corner ·
Glen Vine (Glen Darragh) ·
Ballabeg ·
4th Milestone ·
5e mijl:
Crosby ·
Crosby Left (Vicarage Corner) ·
Crosby Cross-Roads ·
5th Milestone ·
6e mijl:
Crosby Hill (Ballaglonney Hill of Halfway Hill) ·
Halfway House (The Waggon & Horses) ·
St Trinian's ·
The Highlander ·
Greeba Verandah ·
Pear Tree Cottage ·
Greeba Castle ·
6th Milestone ·
7e mijl:
Appledene (Shimmin's Corner) ·
Central Valley (Greeba Gap) ·
Greeba Bridge ·
The Hawthorn ·
Knock Breck ·
Gorse Lea ·
7th Milestone ·
8e mijl:
Ballagarraghyn ·
Ballacraine ·
Ballaspur ·
Ballig ·
8th Milestone ·
9e mijl:
Ballig Bridge ·
Doran's Bend ·
Laurel Bank ·
9th Milestone ·
10e mijl
Glen Moar Mill ·
Black Dub ·
Quarter-Distance Marker ·
The Vaish ·
Glen Helen (Glen Rhenass) ·
Sarah's Cottage ·
Creg Willey's Hill ·
10th Milestone ·
11e mijl:
Lambfell Beg ·
Lambfell (Moar) Cottage ·
Cronk-y-Voddy (Cronk-y-Voddy Straight) ·
Cronk-y-Voddy Cross Roads ·
Molyneux's ·
Cronk Bane Farm ·
11th Milestone ·
12e mijl:
Drinkwater's Bend ·
Handley's Corner (Cronk-y-Fedjag, Ballamenagh) ·
12th Milestone ·
13e mijl:
McGuinness's (Shoughlaigue Bridge) ·
Ballaskyr ·
Barregarrow Cross Roads (Cronk Aashen) ·
Barregarrow ·
Little Bray ·
Barregarrow Bottom ·
Cammal Farm ·
Cronk Urleigh ·
13th Milestone ·
14e mijl:
Ballalonna Bridge ·
Westwood Corner ·
Ballakinnag ·
14th Milestone ·
15e mijl:
Douglas Road Corner ·
Glen Wyllin Corner ·
The Mitre ·
Dave Saville Memorial Seat ·
Kirk Michael ·
The White House ·
15th Milestone ·
16e mijl:
Birkin's Bend ·
Rhencullen ·
Bishopscourt ·
Bishopscourt Farm Bends ·
Bishopscourt Straight ·
Orrisdale North ·
16th Milestone ·
17e mijl:
Dub Cottage (Bishop's Dub) ·
Alpine Cottage ·
Balla Cobb ·
17th Milestone ·
18e mijl:
Ballaugh Bridge ·
Ballaugh ·
Gwen's ·
Ballacrye Corner ·
Ballacrye ·
18th Milestone ·
19e mijl:
Quarry Bends ·
Ballavolley ·
Wildlife Park ·
Sulby Straight ·
Half-distance Marker ·
19th Milestone ·
20e mijl:
Sulby ·
Sulby Glen Hotel ·
Sulby Crossroads ·
Sulby Bridge ·
20th Milestone ·
21e mijl:
Ginger Hall ·
Kerrowmoar ·
21st Milestone ·
22e mijl:
Glen Duff ·
Glentramman ·
Temple Corner (Water Through Corner) ·
Glentramman Loop Road ·
Churchtown ·
Caravan ·
22nd Milestone ·
23e mijl:
Lezayre War Memorial ·
Ballakillingan ·
Conker Fields ·
K-tree ·
Sky Hill ·
Milntown Cottage (Pinfold Cottage) ·
Milntown Bridge (Glen Auldyn Bridge) ·
Milntown ·
Gardener's Lane ·
23rd Milestone ·
24e mijl:
Lezayre Road ·
School House Corner (Crossags, Russel's Corner) ·
Parliament Square ·
Queen's Pier Road ·
Ramsey Depot ·
Cruickshanks Corner ·
May Hill ·
24th Milestone ·
25e mijl:
Whitegates ·
Stella Maris ·
Ramsey Hairpin ·
Little Gooseneck ·
Water Works Corner ·
Ballure Reservoir ·
Mountain Section ·
Tower Bends ·
25th Milestone ·
26e mijl:
Gooseneck ·
Joey's (26th Milestone) ·
27e mijl:
Guthrie's Memorial ·
The Cutting ·
27th Milestone ·
28e mijl:
Milligan's Bridge ·
Mountain Mile ·
28th Milestone ·
29e mijl:
Three-Quarter distance marker ·
Mountain Box (East Mountain Gate, East Snaefell Gate) ·
29th Milestone ·
30e mijl:
Casey's (Rice's Corner, George's Folly) ·
Black Hut (Stonebreakers Hut, Shepherd's Hut) ·
John Smyth Memorial Shelter ·
Verandah ·
30th Milestone ·
31e mijl:
Bungalow Bridge ·
Stonebridge ·
Les Graham Memorial ·
Bungalow Bends ·
McIntyre Box ·
Murray's Museum ·
Joey Dunlop Memorial ·
The Bungalow ·
31st Milestone ·
32e mijl:
Hailwood's Rise ·
Hailwood's Height ·
Brandywell (West Mountain Gate, Beinn-y-Phott Gate, Bungalow Gate) ·
Duke's (32nd Milestone) ·
33e mijl:
Windy Corner (Nobles Corner) ·
Nobles Park Road ·
Slieu Lhost Quarry ·
Thirty-Third (33rd Milestone) ·
34e mijl:
Keppel Gate (Clarke's Corner) ·
Kate's Cottage (Shepherd's House) ·
34th Milestone ·
35e mijl:
Creg-ny-Baa (the Keppel Hotel) ·
Gob-ny-Geay (Sunny Orchard) ·
35th Milestone ·
36e mijl:
Brandish Corner (Telegraph Hill, O'Donnell's en Upper Hillberry Corner) ·
Hillberry Corner ·
36th Milestone ·
37e mijl:
Glen Dhoo Farm ·
Hillberry Road ·
Cronk-ny-Mona ·
Johnny Watterson's Lane ·
Signpost Corner ·
Bedstead Corner ·
The Nook ·
37th Milestone ·
38e mijl:
Bemahague ·
Governor's Bridge ·
Governor's Dip ·
Glencrutchery Road ·
38th Milestone